# Serguéi Babinéts
Babinets Sergei Sergeevich (en ruso: Сергей Сергеевич Бабинец) (nacido en óblast de Oremburgo, RSFS de Rusia, La Unión Soviética, 10 de diciembre de 1988) es un jurista y abogado ruso, dirigente del Equipo Contra la Tortura (en ruso: Команда против пыток), una organización rusa de derechos humanos, que se dedica a la investigación pública de casos de tortura.

## Biografía
Nació el 10 de diciembre de 1988 en Tótskoye, un pueblo del distrito de Totski, óblast de Oremburgo, Federación de Rusia.

## Educación
En 2011, se graduó en la sucursal de Oremburgo de la Universidad Estatal de Derecho de Moscú como jurista especializado en derecho penal.

## Actividad en la protección de derechos humanos
Serguéi Babinéts comenzó a trabajar en el departamento oremburgués de la Organización Interregional Pública (OIP) llamada “Comité contra la Tortura” en 2011. En 2013, era el dirigente de la sucursal oremburguesa de la OIP.
Entre 2014 y 2017, dirigió el departamento de Moscú de la organización, el cual fundó en cooperación con el abogado Dmitri Piscunov. Desde 2017 hasta 2019, lideró el departamento de investigaciones de la sucursal de Nizhni Nóvgorod del Comité. Entre 2019 y 2021, encabezó el departamento oremburgués de la organización.
En diciembre de 2021, Serguéi Babinéts fue elegido presidente de la OIP “Comité contra la Tortura”. En febrero de 2022, empezó a presidir la organización, reemplazando a Ígor Kalyapin en este puesto.
El 10 de junio de 2022, el Ministerio de Justicia de la Federación de Rusia inscribió el “Comité contra la Tortura” en el registro de asociaciones sin entidad jurídica realizando funciones de agente extranjero. El 11 de junio de 2022, la organización fue liquidada por decisión unánime de la asamblea general de los miembros de la OIP “Comité contra la Tortura”. Un día más tarde, el 12 de junio de 2022, fue creada la OIP “Equipo contra la Tortura”, cuyos miembros asumieron el trabajo en los casos que previamente estaban a cargo del Comité contra la Tortura. Serguéi Babinéts fue elegido el dirigente del Equipo.
A lo largo de su carrera, Serguéi Babinéts se involucró en repetidas ocasiones en el seguimiento de manifestaciones en Oremburgo para registrar posibles violaciones de los derechos humanos.

### Trabajo en el Cáucaso Septentrional
Desde el diciembre de 2011 hasta el septiembre de 2022, Babinéts participó reiteradamente en el trabajo del Grupo móvil conjunto de organizaciones rusas de derechos humanos en la República de Chechenia y más tarde en las actividades de la sucursal del Cáucaso del Norte de la OIP “Comité contra la Tortura”. En total, trabajó en el Cáucaso Septentrional durante más de un año.
El 13 de diciembre de 2014, se encontraba en Grozni cuando los desconocidos incendiaron la oficina del Grupo móvil conjunto y robaron una parte de los casos. Las autoridades chechenas acusaron a los abogados del Grupo de escenificar el incendio con el fin de llamar la atención. En la mañana del día siguiente, los abogados llegaron al edificio donde se encontraba la oficina quemada, así como un apartamento contiguo, donde vivían los miembros del Grupo mientras trabajaban en la región. Este apartamento no sufrió daños en el incendio. Después de examinar la oficina quemada, los abogados llamaron a la policía para poner una denuncia en el mismo lugar del crimen. Sin embargo, dos agentes de policía, que llegaron respondiendo a la llamada, realizaron un allanamiento dentro de la oficina y confiscaron objetos personales (incluidos ordenadores portátiles, cámaras y dispositivos de almacenamiento de datos), actuando sin orden judicial. Posteriormente se devolvió parte del equipo y la oficina fue restaurada, pero seis meses después fue atacada nuevamente.
En 2020, el Comité defendió los derechos de Salmán Tepsurkáyev, el moderador del chat del canal en Telegram “1Adat” en Telegram sobre violaciones de derechos humanos en la República de Chechenia. Los abogados enviaron una queja formal sobre el caso de Tepsurkáyev al Tribunal Europeo de Derechos Humanos (TEDH), el cual determinó un año después, en 2021, que las autoridades rusas fueron las responsables del secuestro y maltrato del activista y otorgó una indemnización de 26 000 euros a Tepsurkáyev. En el momento de la decisión del TEDH, Salmán Tepsurkáyev había sido brutalmente asesinado por las fuerzas del orden chechenas.
El 20 de enero de 2022, representantes de las fuerzas del orden de la República de Chechenia atacaron a los abogados Serguéi Babinéts, Oleg Jabibrajmánov y Natalya Dobronrávova mientras estos brindaban asistencia legal a sus clientes en Nizhni Nóvgorod. Durante el ataque, Zarema Musáyeva, la madre del abogado Abubakar Musáyev, fue secuestrada por representantes de la policía chechena. La organización Front Line Defenders considera que estos ataques y el secuestro están relacionados con las actividades que las víctimas realizaban en el ámbito de la protección de derechos humanos.

### Nominación como miembro de comisiones públicas de observación electoral
Serguéi Babinéts fue nominado cuatro veces (en 2016, 2018, 2020 y 2022) por organizaciones públicas para ser miembro de las comisiones públicas de observación electoral (CPOE) de la ciudad de Moscú (2016), de la óblast de Nizhni Nóvgorod (2018 y 2022) y de la óblast de Oremburgo (2020). A pesar de que Babinéts cumplía con los requisitos formales, nunca fue elegido miembro de una CPOE. No se dieron las razones de la negativa a emitir un mandato.

## Participación en eventos públicos

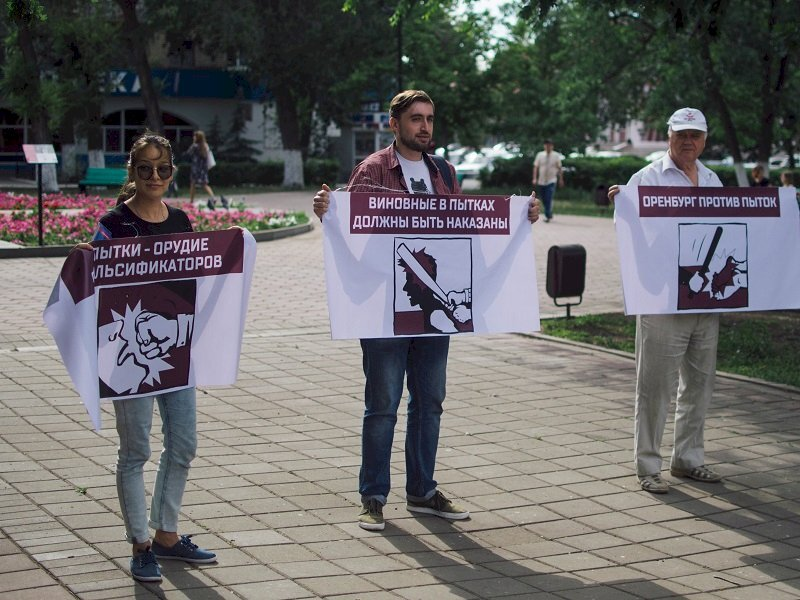
Serguéi Babinéts en una manifestación contra la tortura en Oremburgo en 2019

Participó reiteradamente en los piquetes organizados cada 26 de junio, día de apoyo a las víctimas de la tortura, en las ciudades donde tiene presencia el Comité.

## Presentaciones públicas y textos originales
En 2012, Serguéi Babinéts dio conferencias sobre los derechos humanos a los agentes de la policía de la República de Ingusetia. En 2015, publicó un comento en el sitio web del Comité, opinando sobre el retiro del proyecto de la ley sobre la admisión de las CPOE a los locales de escolta de los juzgados.
Serguéi Babinéts publicó e intervino reiteradamente en el sitio web y la emisora de radio “Ejo Moskvý” (“Eco de Moscú”). Desde 2019 hasta 2021, fue el presentador de la transmisión matutina del “Ejo” en Oremburgo.
En otoño de 2022, fue orador en la Conferencia de Dimensión Humana en Varsovia.
En octubre de 2022, participó en la Plataforma de Dublín para defensores de derechos humanos. Esta se realiza cada dos años y brinda una posibilidad para los defensores de derechos humanos en peligro a reunirse para compartir experiencias, intercambiar conocimiento, discutir sobre cuestiones sustanciales y encontrarse con los responsables de la toma de decisiones en los gobiernos y órganos intergubernamentales.